# Fædrelandet
Fædrelandet était un journal national-libéral danois qui a joué dans les années 1840 un rôle central dans la lutte pour une constitution libre du pays.

## Historique
Fædrelandet était au départ un hebdomadaire créé en 1834 par Christian Georg Nathan David et Johannes Dam Hage (1800-1837).
Le 1er janvier 1839, sous la tutelle de Balthazar Christensen, le journal devint un quotidien. Christensen lui-même sera remplacé dans ses fonctions de rédacteur-en-chef le 1er janvier 1840 par le futur premier ministre Ditlev Gothard Monrad. Orla Lehmann succéda à celui-ci le 28 mars 1841 mais, après avoir été condamné à la censure, cédera sa place à Carl Ploug. La publication se fera désormais depuis la maison Ploug sur la Højbro Plads.
Fædrelandet  est à l'époque le porte-parole de la cause démocratique au Danemark et joue un rôle-clé dans la révolution de Mars 1848.
Il reste le journal politique le plus important du pays jusqu'en 1864. Toutefois, après la défaite dévastatrice du Danemark lors de la deuxième Guerre des Duchés, il renonce à l'approche libérale d'origine, telle que soutenue par le parti Venstre, et se range à partir de 1870 derrière le parti conservateur Højre. L'historien de l'art Julius Lange (1838-1896) a été critique artistique du journal.
Antonio Leigh-Smith succède à Ploug comme rédacteur-en-chef en 1881 mais je journal arrête ses activités une année plus tard.

## Rédacteurs en chef
- Christian Georg Nathan David (1834-1839)
- Johannes Dam Hage (4 septembre 1835 - 1er juillet 1837)
- Balthazar Christensen (7 décembre 1839 - 1841)
- Ditlev Gothard Monrad (1er janvier 1840 1841)
- Orla Lehmann (28 mars 1841)
- Carl Ploug et Jens Giødwad (12 mai 1841 - 1881)
- Antonio Leigh-Smith (1881 - 1882)